# Zaborze (powiat krakowski)
Zaborze – wieś w Polsce położona w województwie małopolskim, w powiecie krakowskim, w gminie Słomniki.
W latach 1975–1998 miejscowość należała administracyjnie do województwa krakowskiego.
| SIMC    | Nazwa           | Rodzaj    |
| ------- | --------------- | --------- |
| 0336600 | Zaborze Drugie  | część wsi |
| 0336616 | Zaborze-Folwark | część wsi |
| 0336622 | Zaborze-Rędziny | część wsi |